# Mamoea rufa
Mamoea rufa är en spindelart som först beskrevs av Lucien Berland 1931.  Mamoea rufa ingår i släktet Mamoea och familjen Amphinectidae. Inga underarter finns listade i Catalogue of Life.